# Berry van Galen
Berry van Galen (Wageningen, 7 juni 1960) is een televisieregisseur en fotograaf.

## Loopbaan
Van Galen volgde de havo aan de Christelijke Hogeschool in Ede. Na de middelbare school volgde ze de theateropleiding aan de Academie voor Expressie door Woord en Gebaar, die ze in 1983 afrondde. Vlak na het behalen van deze opleiding sloot ze zich aan bij de Toneelgroep Amsterdam. Van Galen was van 1984 tot 1992 bij Toneelgroep Amsterdam aangesloten. Ze was hoofd van de educatieve dienst, die ze eerst had opgezet. In 1993 volgde ze bij de Media Academie de opleiding tot meercameraregisseur. In 1994 werkte Van Galen aan verschillende theaterproducties mee en was spelregisseur bij de film Kinderen voor Kinderen 13 regisseur Eric Blom van de VARA. In 1995 kreeg ze een vaste aanstelling bij Joop van den Ende Produkties. De eerste jaren regisseerde ze de soap Onderweg naar Morgen (Veronica), gevolgd door de soap Goede tijden, slechte tijden (RTL).
Na vijf jaar nam ze in 2000 ontslag bij het productiehuis. In de jaren die volgden was ze onder meer werkzaam bij RTV Noord-Holland, Teleac, Palm Plus, Mas Media en De Beeldbrigade. In 2006 richtte Van Galen Berry van Galen Producties op. Berry van Galen volgde verscheidene opleidingen en cursussen: camera en montage. Berry van Galen Producties ging in 2010 over in Media op Maat. Van Galen werkte in opdracht voor televisie en maakte bedrijfsfilms. Haar focus bleef gericht op human interest.
Na een vooropleiding Fotografie aan de Fotoacademie in Amsterdam in 2016, startte van Galen in hetzelfde jaar de opleiding Fotografie aan de Fotoacademie. In 2019 publiceerde van Galen driemaal in Vulkan magazine met fashion editorials. In hetzelfde 2019 won zij bij het FotoFestival Naarden de eerste prijs als ‘aanstormend talent‘ in de categorie eindexamenstudenten van de Fotoacademie.